# Union Square (Hong Kong)

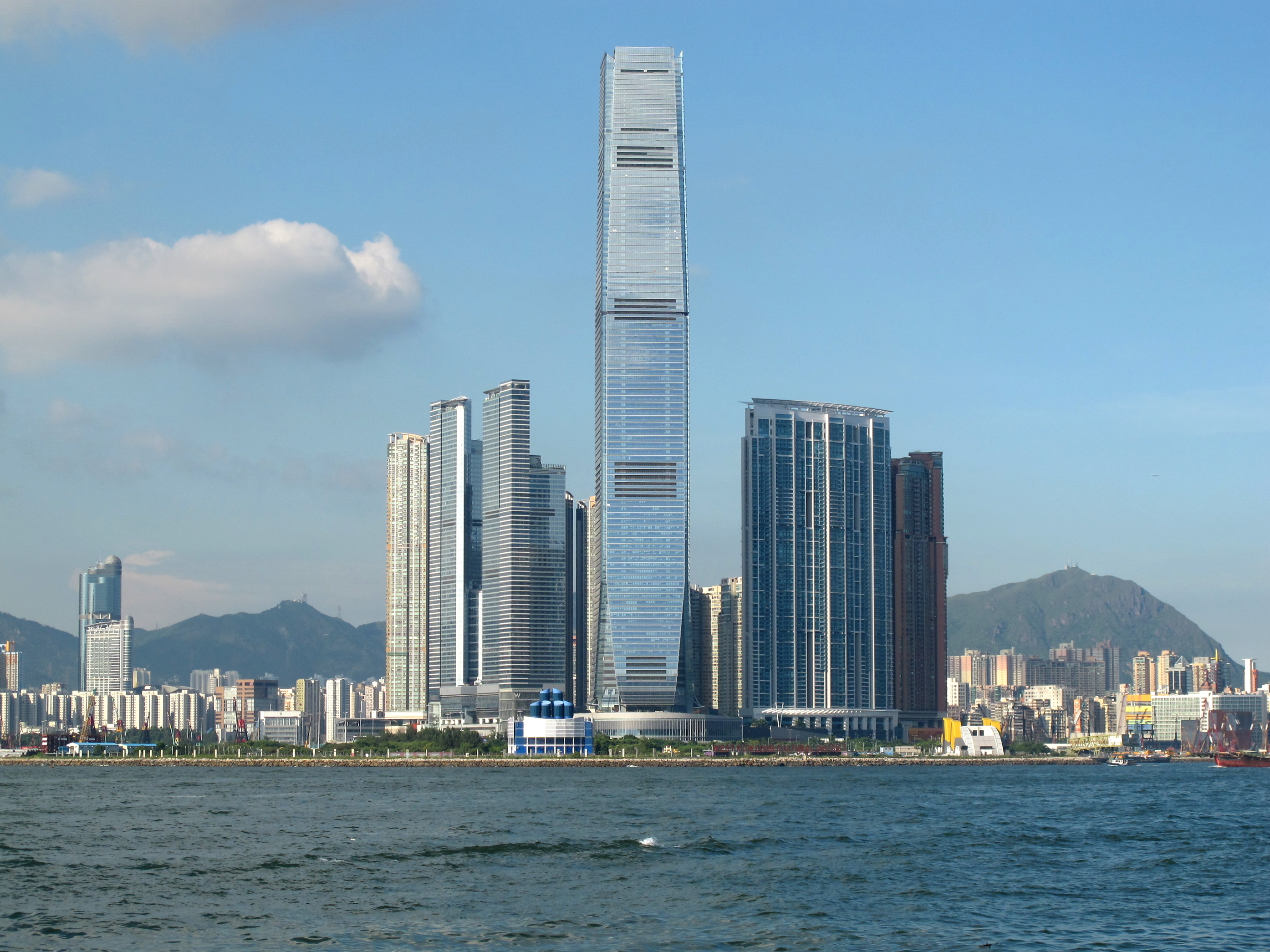
Union Square, Hong Kong

L'Union Square è un progetto di sviluppo immobiliare situato in West Kowloon a Hong Kong. Il GFA di questo progetto è di 1.090.026 metri quadrati (11.733.040 m²), dimensione simile al Canary Wharf di Londra. Esso copre 13,54 ettari. L'area di costruzione comprende 5.866 unità abitative, per un totale di 608.026 m², 2.230 camere d'albergo, e 2.490 residence composti da 167.472 metri quadrati di hotel e spazi residence e 231.778 m² di spazi per uffici. Questo sviluppo avrà un centro commerciale di 82.750 metri quadrati chiamato Elements. Union Square si trova nella zona urbanizzata di Tsim Sha Tsui.
L'area ospita la Stazione di Kowloon (Kowloon Station) della Mass Transit Railway, il sistema di trasporto metropolitano di Hong Kong.

## Edifici
| Edificio                      | Piani | Anno di completamento |
| ----------------------------- | ----- | --------------------- |
| Sorrento Tower 1              | 75    | 2003                  |
| The Harbourside               | 73    | 2003                  |
| Sorrento Tower 2              | 66    | 2003                  |
| The Arch                      | 65    | 2005                  |
| Sorrento, Tower 3             | 64    | 2003                  |
| Sorrento, Tower 5             | 62    | 2003                  |
| Sorrento, Tower 6             | 60    | 2003                  |
| The Waterfront, Tower 1       | 46    | 2000                  |
| The Waterfront, Tower 2       | 46    | 2000                  |
| The Waterfront, Tower 3       | 46    | 2000                  |
| The Waterfront, Tower 4       | 46    | 2000                  |
| The Waterfront, Tower 5       | 46    | 2000                  |
| The Waterfront, Tower 6       | 46    | 2000                  |
| International Commerce Centre | 118   | 2010                  |
| The Cullinan North Tower      | 68    | 2007                  |
| The Cullinan South Tower      | 68    | 2007                  |